# Valentinian I
Flavius Valentinianus (n. 3 iulie 321 d.Hr., Vinkovci, Regatul Slavoniei, Austro-Ungaria – d. 17 noiembrie 375 d.Hr., Nyergesújfalu, Regatul Ungariei, Panonia) a fost un împărat roman (364 - 375).

## Biografie
Fiul unui modest ofițer, născut la Cibalae (Pannonia), Valentinian îmbrățișează cariera militară, ajungând sub Iovianus tribunus scutariorum. Proclamat, la Niceea, împărat de către armată, la moartea lui Iovianus, Valentinian îl numește împărat pe fratele său mai tânăr, Flavius Valens, căruia îi încredințează guvernarea Orientului, rezervând pentru sine conducerea, din Augusta Treverorum (Trier), a provinciilor occidentale. În această perioadă, cele două părți ale imperiului încep astfel să fie administrate separat. Spirit activ și energic, Valentinian are mari merite în întărirea granițelor de pe Rin și Dunărea mijlocie, respingând atacurile alamanilor în Gallia (368), ale francilor și saxonilor la Rin, ale sarmaților și quazilor la Dunăre. A fost constant preocupat de îmbunătățirea administrației și legislației, de limitarea abuzurilor și a fiscalității excesive. Adept al ortodoxismului nicean, manifestă în același timp toleranță față de cultele păgâne. În 367 îl numește pe fiul său minor Grațian coîmpărat.